# 高橋氏 (地下家)
高橋氏（たかはしし）は、平安時代から江戸時代にかけての地下家。
代々御厨子所預などを務めた。

## 概要
高橋氏は紀長谷雄の四男・紀淑信から始まる。紀在昌-紀伊輔─紀為基─紀頼任と続き、子の高橋宗成から高橋を名乗ったとされる。宗成の子は高橋宗致で、その子は高橋宗兼。『地下家伝』や高橋氏の系図によると宗兼は藤原道長のひ孫であり藤原頼宗の孫にあたる藤原敦基の三男であるとされる。宗兼からは高橋重宗─高橋宗季─高橋宗尚-高橋宗隆･･･高橋宗信（宗尚の子）─高橋宗長─高橋宗俊─高橋宗基─高橋宗藤-高橋宗顕─高橋宗定─高橋季弘─高橋宗興─高橋宗国-高橋宗頼─高橋宗衡-高橋宗教･･･高橋宗治（宗衡の子）─高橋宗好─高橋宗定─高橋宗恒-高橋親宗-高橋中正･･･高橋宗直（親宗の子）-高橋宗澄･･･高橋宗之（宗直の子）･･･高橋宗孝（宗直の外孫）─高橋宗芳-高橋宗愛と続いた。また、宗好の次男・高橋宗知の娘は酒井有俊に嫁ぎ石川光有を産んだ。光有は宗知の子・高橋宗和の猶子となり花山院家の諸大夫を務めた。